# Арнолд фон Зеленхофен
Арнолд фон Зеленхофен (на немски: Arnold von Selenhofen; * 1095/1100; † 24 юни 1160, Майнц) е от 1153 до 1160 г. архиепископ на Майнц.

## Биография
Той посещава катедралното училище в Майнц и следва в Париж.
През 1138 г. Конрад III го прави ръководител на дворцовата капела, той става пропст на манастир „Мария“ в Аахен, домхер и архиепископски градски-кемерер и домпропст в Майнц. През 1151 г. крал Конрад III фон Хоенщауфен го прави ръководител на имперския канцлай.
През юни 1153 г. Фридрих I Барбароса го определя за архиепископ на Майнц, след свалянето на Хайнрих I от папа Евгений III. През 1155, 1158 и 1559 г. министерилитетите и благородниците от Майнц въстават против него.
На 24 юни 1160 г. Арнолд фон Зеленхофен е убит от бунтуващи в манастир "Св. Якоб' в Майнц. Манастирската църква заедно с Арнолд е запалена. Останките на Арнолд след няколко дена тайно са намерени от манастирски служители и погребани в Св. Мария ад градус в Майнц. След това абатът е изгонен. Някои от монасите скачат от страх от разпити от прозореца на манастир „Св. Якоб“. Жителите на Майнц са отлъчени от църквата, градските стени са съборени.
Жителите на Майнц определят през 1160 г. за следващ архиепископ на Майнц Рудолф фон Церинген, който обаче не е признат от император Фридрих I. Майнц се сдобрява с Фридрих Барбароса през 1184 и 1186 г. 